# Голлоб, Гордон
Гордон Мак Голлоб (нем. Gordon Mac Gollob; 16 июня 1912, Вена, Австро-Венгрия, — 7 сентября 1987, Зулинген, ФРГ) — немецкий лётчик-ас Второй мировой войны, в течение которой он совершил около 340 боевых вылетов, одержав 150 побед в воздухе, из них 144 на Восточном фронте. Стал первым пилотом в мире, одержавшим 150 побед. Начинал боевую карьеру как пилот двухмоторного истребителя Bf.110, на котором одержал 5 побед. Служил в частях: ZG76, JG3, JG77.

## Биография
Родившийся в Вене и названный Гордоном Маком в честь американского друга своих родителей, Голлоб начал войну как пилот тяжелого истребителя (Zerstörer) Bf-110 в составе ZG76 (76-й эскадры тяжелых истребителей), с которой одержал одну победу в Польше, пять во Франции и в Битве за Британию. Затем Голлоб пересел на истребитель Bf-109 и воевал в составе JG3 на Восточном фронте. 18 октября 1941 года он одержал девять побед за один день, что было рекордом в то время. Свою 100-ю победу Голлоб одержал 20 мая 1942 года, а 29 августа его счет достиг 150 побед, он был первым летчиком, имевшим такие результаты в то время.
Хотя позднее он летал в составе JG77, он не смог увеличить свой счет. Получив повышение и став командиром группы истребителей на Западе, он в январе 1945 года сменил Адольфа Галланда на посту командующего истребительной авиацией люфтваффе. Согласно характеристике, которую ему дал «Макки» Штайнхофф, командующий новым люфтваффе после войны, он был «амбициозным человеком, без чувства юмора».